# Bestie mutanti
Bestie mutanti è un singolo del gruppo musicale italiano Articolo 31, pubblicato nel 2004, esclusivamente come singolo promozionale per le radio, dalla Best Sound. È il quinto singolo estratto dal loro settimo album in studio Italiano medio.

## Formazione
- J-Ax - voce
- DJ Jad - giradischi

Altri musicisti
- Fausto Cogliati - chitarra
- Paolo Costa - basso
- Elio Rivagli - batteria

## Tracce
CD
1. Bestie Mutanti – 3:41